# Geijera linearifolia
Geijera linearifolia är en vinruteväxtart som först beskrevs av Dc., och fick sitt nu gällande namn av J. Black. Geijera linearifolia ingår i släktet Geijera och familjen vinruteväxter. Inga underarter finns listade i Catalogue of Life.